# Bécassine double
Gallinago media
Espèce
Statut de conservation UICN

 NT  : Quasi menacé

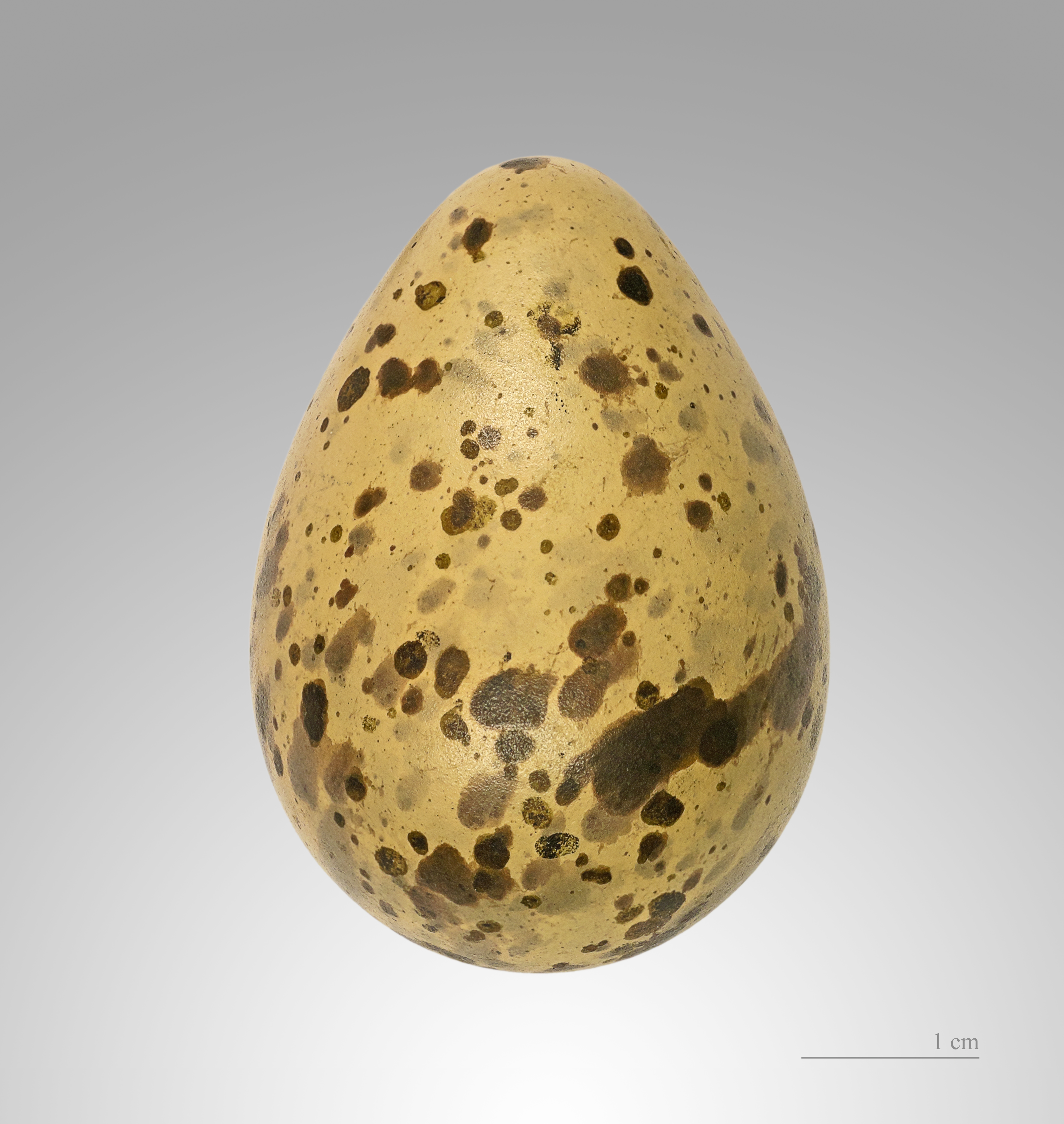
Œuf de Bécassine double - Muséum de Toulouse

La Bécassine double (Gallinago media) est une espèce d'oiseaux limicoles de la famille des Scolopacidae. 

## Répartition

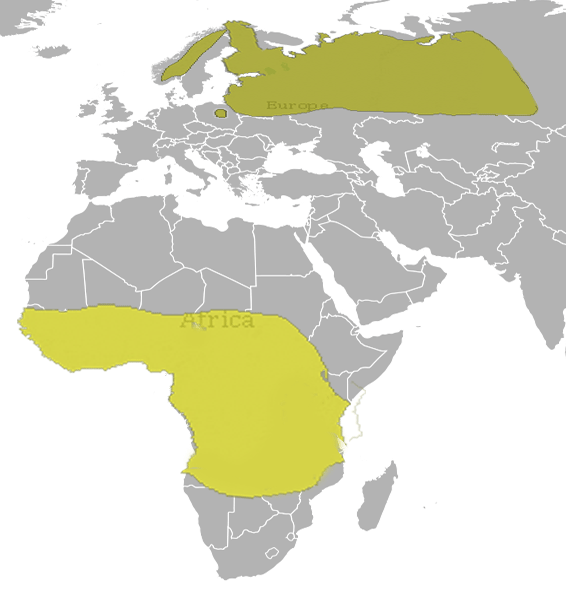
Vert : nidification / Jaune : hivernage

La bécassine double niche dans le nord-est de l'Europe et hiverne en Afrique (voir carte ci-dessous). Ses capacités migratrices exceptionnelles sont un sujet de curiosité chez les ornithologues.
En 2021, une étude montre que les bécassines doubles suivies migraient régulièrement à des altitudes importantes, dépassant fréquemment les 4000 mètres de hauteur par rapport au sol. Un individu a même été suivi cinq heures à une altitude supérieure à 8000 mètres, à une température atmosphérique de -21°C.
Dans une  étude de 2011, des scientifiques suédois ont découvert qu'elle pouvait accomplir un vol transcontinental à travers l'Europe, de la Suède à l'Afrique subsaharienne, en seulement deux jours sans se reposer ni s'arrêter. Les oiseaux ont parcouru environ 6,760 km (4,200 miles) à une vitesse moyenne de 97 km/h (60 miles à l'heure).
La bécassine double vit entre-autres en Arménie autour du lac Arpi.

## Protection
La Bécassine double bénéficie d'une protection totale sur le territoire français depuis l'arrêté ministériel du 17 avril 1981 relatif aux oiseaux protégés sur l'ensemble du territoire. Il est donc interdit de la détruire, la mutiler, la capturer ou l'enlever, de la perturber intentionnellement ou de la naturaliser, ainsi que de détruire ou enlever les œufs et les nids, et de détruire, altérer ou dégrader son milieu. Qu'elle soit vivante ou morte, il est aussi interdit de la transporter, colporter, de l'utiliser, de la détenir, de la vendre ou de l'acheter.

## Synonymes
Synonymes :
- Capella media
- Gallinago major
- Gallinago media